# IC 4764
IC 4764 est une galaxie spirale située dans la constellation du Paon. Sa vitesse par rapport au fond diffus cosmologique est de 3 590 ± 10 km/s, ce qui correspond à une distance de Hubble de 53,0 ± 3,7 Mpc (∼173 millions d'al). Cette galaxie a été découverte par l'astronome américain DeLisle Stewart en 1901.

## Groupe de d'IC 4753
Selon A. M. Garcia IC 4764 fait partie du groupe d'IC 4753. Ce groupe de galaxies renferme au moins dix membres, dont NGC 6706, IC 4753 et IC 4767.